# 菲尔埃克
菲尔埃克（德語：Viereck）是德国梅克伦堡-前波美拉尼亚州的市镇，隶属于前波美拉尼亚-格赖夫斯瓦尔德县。总面积为54.74平方千米，截至2023年12月31日总人口为992人。